# Källpraktmossa (växt)
Källpraktmossa (Pseudobryum cinclidioides) är en bladmossart som beskrevs av T. Koponen 1968. Enligt Catalogue of Life ingår Källpraktmossa i släktet källpraktmossesläktet och familjen Mniaceae, men enligt Dyntaxa är tillhörigheten istället släktet källpraktmossesläktet och familjen Plagiomniaceae. Arten är reproducerande i Sverige. Inga underarter finns listade i Catalogue of Life.